# London Electric Vehicle Company
London EV Company Limited (LEVC, ранее The London Taxi Corporation Limited) — британский производитель электромобилей со штаб-квартирой в Ансти близ Ковентри (Англия), стопроцентное дочернее предприятие китайского автопроизводителя Geely. Компания занимается производством знаменитых лондонских такси чёрного цвета.

## История
Участие Geely в производстве британских такси началось в 2006 году, когда она совместно с предшественником LEVC — компанией The London Taxi Company и её материнской компанией Manganese Bronze Holdings — создала совместное предприятие по производству такси в Китае. В 2008 году Geely рассмотрела возможность переоборудования лондонских чёрных кэбов в электромобили. В 2009 году Geely приобрела акции Manganese Bronze Holdings.
В 2012 году компания Manganese Bronze Holdings перешла в административное управление из-за нехватки финансирования. В 2013 году Geely выкупила часть бизнеса и создала собственную компанию по производству такси под названием The London Taxi Corporation Limited.
Совместное предприятие Shanghai LTI Automobile Components Co Ltd. производит лицензионный лондонский кэб TX4 в Шанхае и экспортирует полукомплекты для сборки в Великобритании.
С 2014 года китайская компания Geely инвестировала 480 млн фунтов стерлингов в LEVC для разработки нового такси. В марте 2015 года компания LEVC объявила о строительстве нового завода и офисов в Ансти Парк, к северо-востоку от Ковентри, стоимостью 90 млн фунтов стерлингов, что позволит создать 1000 рабочих мест. Компания Geely рассчитывает выпускать 36 000 автомобилей в год.
В 2017 году компания выпустила новое электротакси LEVC TX с увеличенным запасом хода и объявила о намерении начать производство коммерческих электромобилей в дополнение к такси.

## Модельный ряд

### LEVC TX

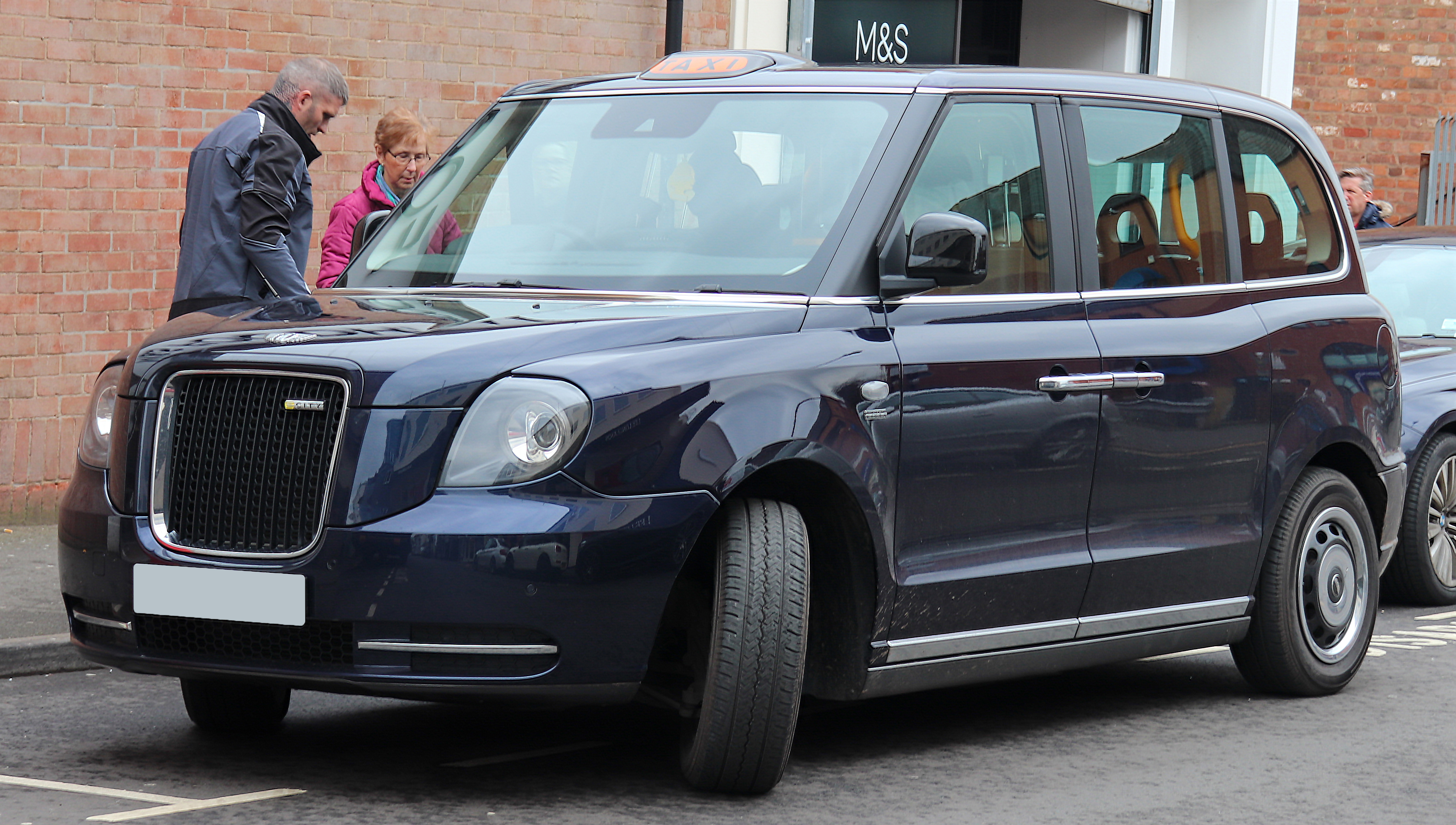
Вид спереди

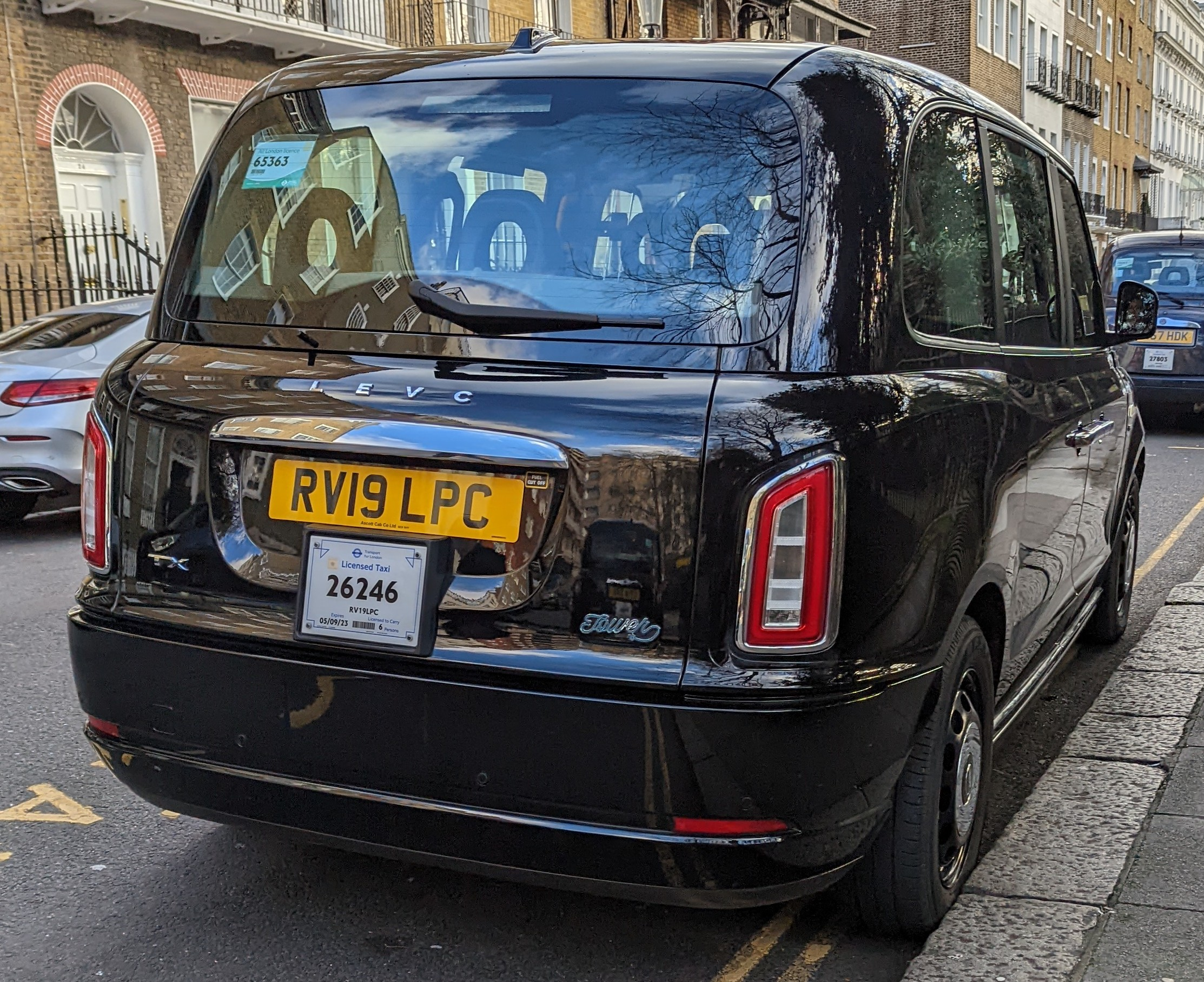
Вид сзади

Лондонское такси, оснащённое электроприводом. 

### LEVC VN5

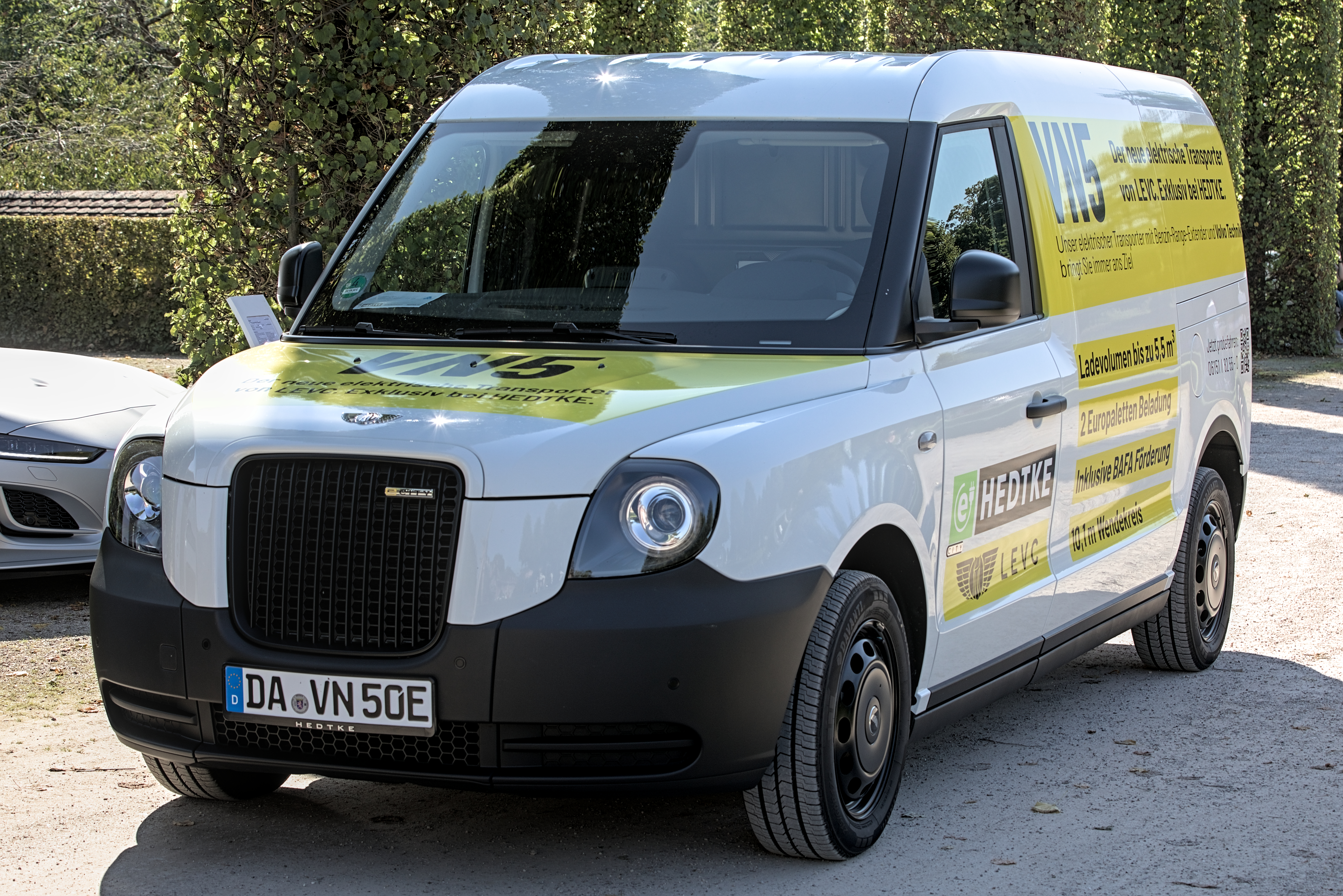
Вид спереди

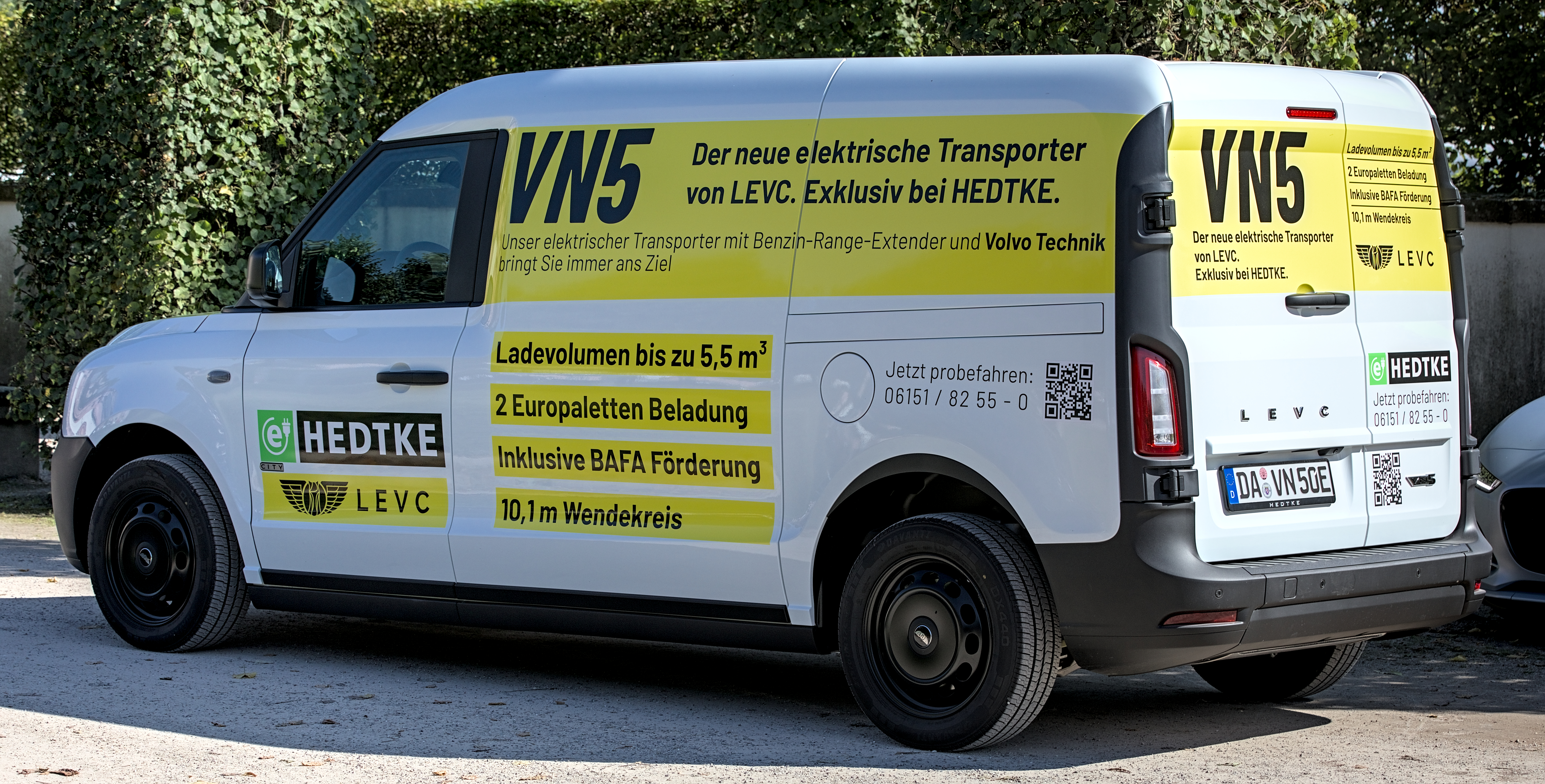
Вид сзади

Фургон, построенный на базе LEVC TX.

### LEVC L380

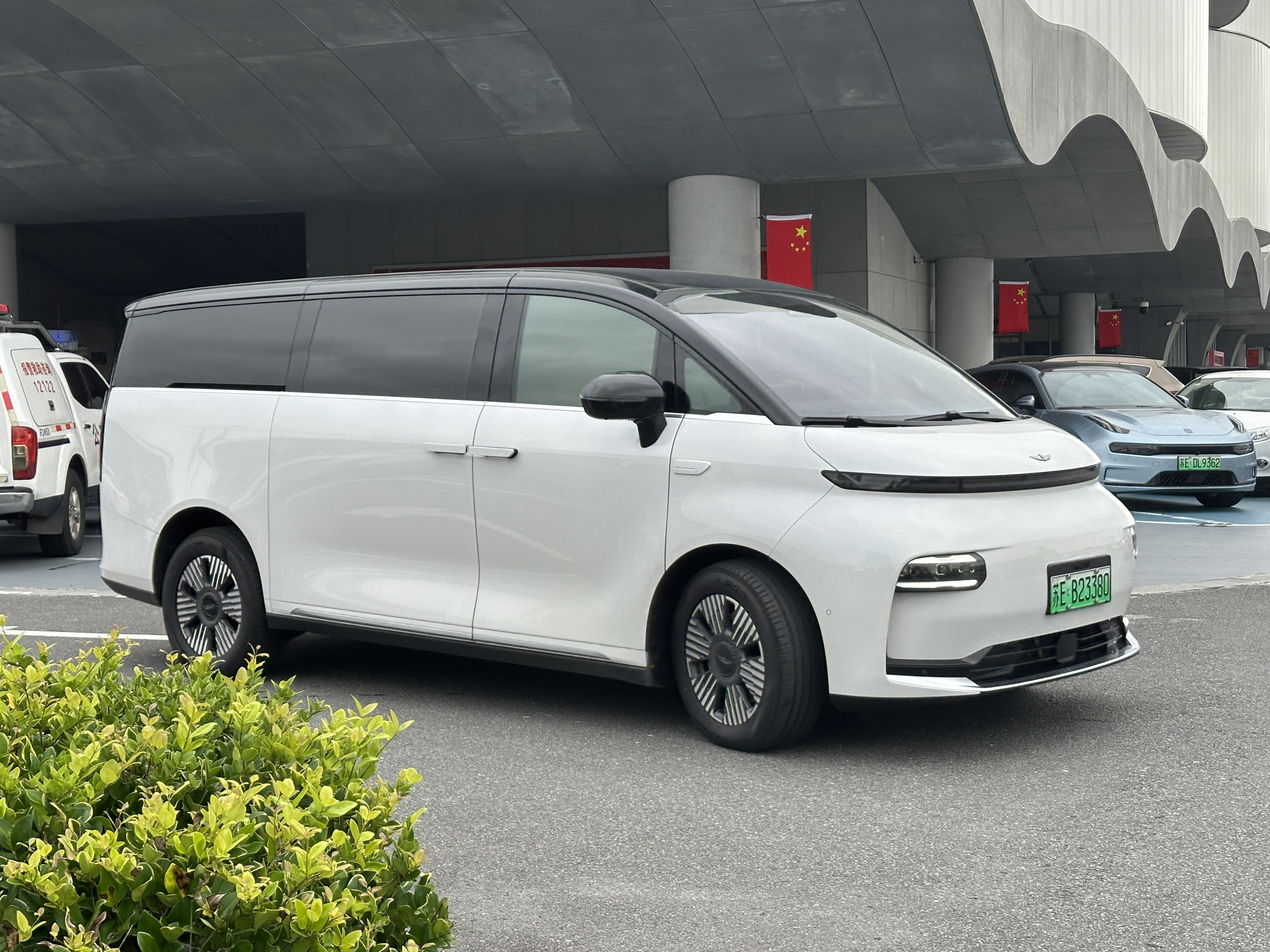
LEVC L380

LEVC представила электрический пассажирский минивэн L380 для китайского рынка в апреле 2024 года. Уровень комфорта в пассажирских креслах LEVC L380, как уверяет производитель, соответствует первому классу самолёта Airbus A380. Дизайн экстерьера и название минивэна LEVC тоже недвусмысленно намекают на сходство с Airbus A380. Габаритная длина LEVC L380 — 5316 мм, ширина — 1998 мм, высота — 1940 мм, колёсная база — 3185 мм.